# Zsolozsma
A zsolozsma bizonyos keresztény közösségek rendszeres, az eucharisztián kívüli összejövetele a nap bizonyos óráiban; az imaórák liturgiája (→hórák), a tagok hivatalos és közösségi imája. Végzése egyes egyházak legfontosabb feladatainak egyike, melyre a klerikusok a diakónus szentelésben kötelezettséget kaptak. Végzése alól a püspök csak különleges (általában egészségügyi) okok miatt mentheti fel az adott személyt. 

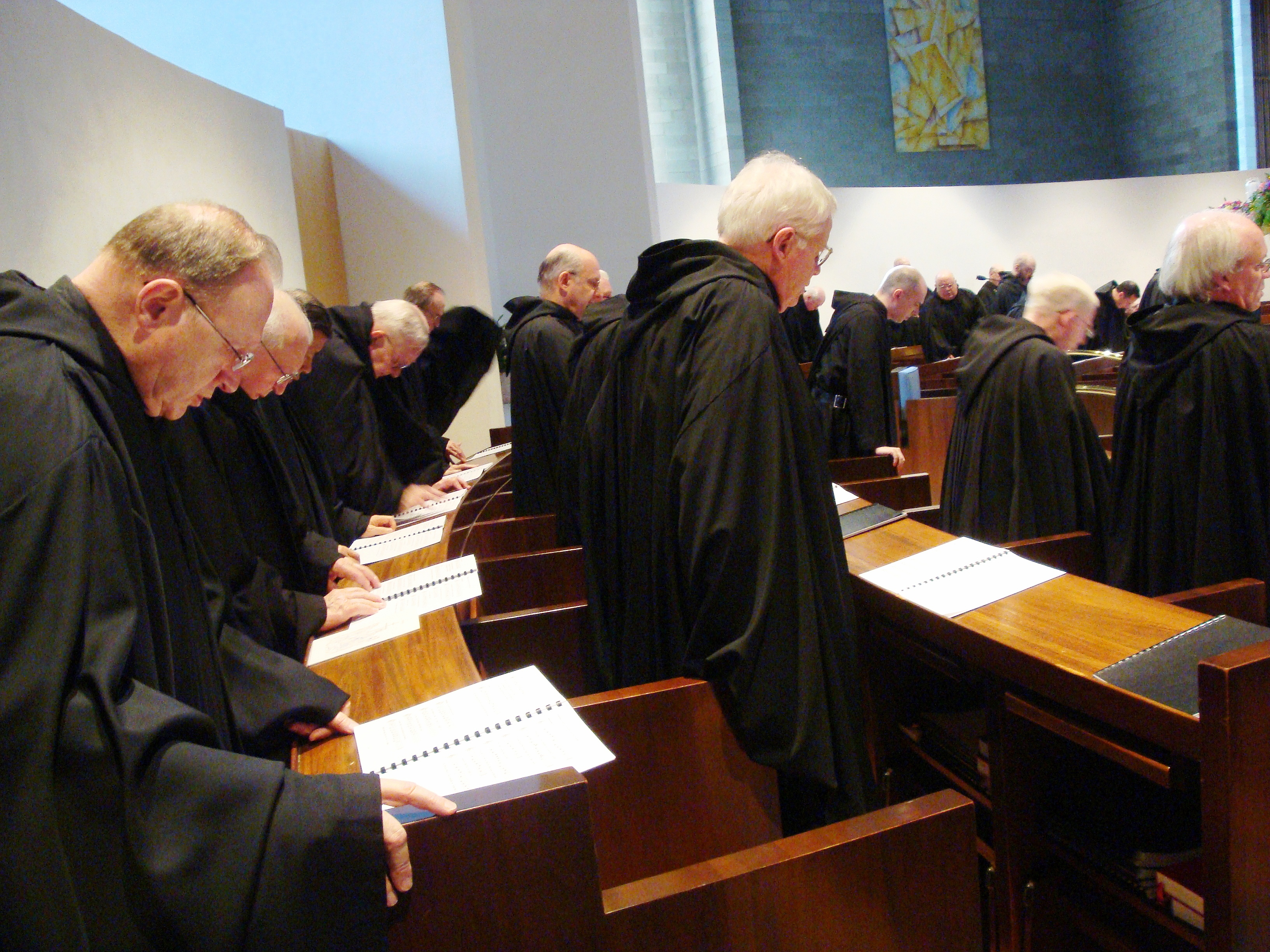
Zsolozsmázó amerikai bencés szerzetesek

Nevei: breviárium, ‘rövidítmény’, ismétlődő részeinek rövidítése alapján a 11. sz-tól; missa vespertina ‘esti mise’, a szentmisével való kapcsolata alapján;officium divinum ‘isteni kötelesség’, officium ecclesiasticum ‘egyházi kötelesség’,agenda ‘elvégzendő imádság’ kötelező volta alapján; opus Dei ‘Isten műve’, opus divinum ‘isteni mű’, divina psalmodia ‘isteni zsoltározás’ Istenre irányultsága alapján;preces horariae ‘hóránkénti (3 óránkénti) imádság’ az idővel való kapcsolata alapján;preces canonicae ‘kánoni imádságok’, horae canonicae ‘kánoni imaórák’ szabályozottsága alapján; sacrificium laudis, hostia laudis, ‘dicséret áldozata’;sacrificium labiorum ‘ajkak áldozata’ a Zsid 13,15 alapján; szünaxis–collecta (ti. collectio fidelium) ‘imádságos összejövetel’ a közösségi jellege alapján.

## Etimológia
Czuczor Gergely szerint a szó a latin/görög celeusma/xλευσμα (parancs, cselekvésre nógatás) szóból származik.

## Változatai
A zsolozsma változatai:
- szerzetesi zsolozsmák (amelyek szerzetesrendenként változnak, de csak a benedekrendieké és a dominikánusoké különbözik lényegesen)
- egyházmegyei zsolozsmák, amelyek közül néhány (pl. a Mozarab zsolozsma Toledo környéken és Szent Ambrus zsolozsmája Milánó környéken) fennmaradt az első évezredből.

Az egyházmegyei zsolozsmákat Szent V. Piusz pápa egységesítette és adatta ki 1568-ban Quod a nobis kezdetű bullájával.
A Breviarium rövidített kiadást jelent és arra utal, hogy az ismétlődő részekből csak a kezdőszót nyomtatja ki.
A zsolozsma hagyományosan formailag napi 8 imaórából állt:
éjszakai imádság (Matutinum), hajnali imádság (Laudes), imaórák a nappal minden szakaszára (Prima, Tertia, Sexta, Nona), vecsernye (Vespera) és a napot befejező imádság (Completorium). Az 1970-es változat az első nappali óra imádságát (Prima) eltörölte, és az éjszakai imaórát (Matutinum) jelentős rövidítésekkel bármikor elmondható olvasmányos imaórára cserélte.
Tartalmilag a napi zsolozsma (officium) vagy az egyházi év szakaszait követő vasárnapi illetve hétközi zsolozsma, vagy a naptári évhez igazodóan egy Szent illetve az Úr ünnepének a zsolozsmája, illetve a kettő keverékéből összeállított zsolozsma.

## A zsolozsma története

### Kezdetek
Az imádság egyidős az emberiséggel.
Zsolt 119.164 Napjában hétszer zengem dicséreted, mert rendelkezéseid mind jogosak.
Zsolt 92:2-3 Nevednek, ó Fölséges, éneket zengeni; reggel hirdetni irgalmadat, éjszaka meg hűségedet.
Az apostolok és az első keresztények rendszeresen imádkoztak a nap kilencedik órájában (d.u. 3) (Ap.Csel 3:1, 10:30) valószínűleg Jézus halálának emlékére. Hasonló időhöz kötött imádság volt az éjszakai vigília, amikor Jézus újra-eljövetelét vártak, a Szentírást olvasva, zsoltárokat énekelve, könyörgéseiket közösen elmondva (De anima #9). A zsolozsma máig ez a szerkezet: zsoltárok, szentírási olvasmányok, könyörgések.

### Szent Benedek Regulája
Az első dokumentum, amely leírja a zsolozsmát, lényegében abban a formában, ahogy Szent X. Pius pápa idejéig fennállt (Szent Benedek Regulája Archiválva 2020. július 30-i dátummal a Wayback Machine-ben 8–20. fejezete). A regula tartalmazza a zsolozsma minden elemét, beleértve a nyolc imaórát, zsoltárokat antifonával es gloriával, szentírási olvasmányokat, himnuszokat, válaszos imádságokat és könyörgéseket. A regula utal az egyházi évhez igazodó vagy a szentek ünnepeihez igazodó zsolozsmákra. Abban az időben valószínűleg nem több mint egy tucatnyi szentet ünnepeltek zsolozsmával.

### Nagy Szent Gergely (540–640)
Nagy Szent Gergely pápa (540-604) szabályozta a zsolozsma éneklését és írt jelentős számú himnuszt saját maga.

### Tridenti Zsinat és V. Szt. Piusz pápa
A zsolozsma viszonylagos egysége a könyvnyomtatás elterjedésével megbomlott, minden szerzetesrend és egyházmegye nyomtatta a saját liturgiáját, egyesek jelentős változtatásokkal. V. Szent Piusz pápa állította le a különböző új változatokat Quod a nobis bullával 1568-ban, és rendelte el
az egységes formát. Ezzel együtt elrendelte a Vulgata kötelező használatát a zsoltárok és a szentírási olvasmányok vonatkozásában.
V. Szent. Piusz pápa a szentek zsolozsmáit, amelyek száma akkorára 118-ra növekedett, az egyházmegyékre bízta. Mivel a szentek zsolozsmája a matutinumban csak 9 zsoltár volt, szemben a vasárnapi 18 zsoltárral és a hétköznapi 12 zsoltárral valamint mindenki szerette saját ünnepeit a világegyház ünnepeként látni, a szentek zsolozsmáinak száma a gyarapodó oktávák nélkül 243-ra nőtt 1911-re.
A 17 részben átfedő oktávával együtt ez azt jelentette, hogy hetente átlagosan 6 nap szentek zsolozsmája volt, és a 150 zsoltárból csak kb. harmada szerepelt a zsolozsmákban hetente. A kérdést sem XV. Benedek pápa sem X. Szent. Piusz pápa nem tudta megoldani.

### X. Szent. Piusz pápa
Annak érdekében, hogy az Egyház újra imádkozza mind a 150 zsoltárt minden héten, X. Piusz pápa elrendelte a zsoltárok rendjének újraelosztását. A Breviárium mint könyv mindenki számára elérhetővé és könnyen hordozhatóvá vált, így többé nem volt szükség arra, hogy a napközi órák zsoltára a 118 zsoltár legyen. Az új zsolozsmát a Divino Afflatu encyclica rendelte el. A Matutinum
egységesen 9 zsoltár, vasárnap és a szentek ünnepein 9 olvasmánnyal, hétköznapokon (Feria) 3 olvasmánnyal. Ez nem akadályozta meg a szentek ünnepeinek a további növekedését.

### XII. Piusz és XXIII. János pápák
XII. Piusz pápa 1945-ben opcionálisan megengedte az új zsoltárfordítás használatát és 1955-ben kisebb változásokat rendelt el.
XXIII. János pápa 1961. január 1-jei hatállyal karácsony, húsvét és pünkösd kivételével eltörölte az oktávákat, egyszerűsítette a szentek ünnepeinek a rendszerét, a zsolozsmák többségét 3 olvasmányos zsolozsmává rendelte, elhagyva az Egyházatyák homiliáit. Az átlagos napi zsolozsmaidő 90 percről 60 percre csökkent. Ezzel együtt az új kiadásokban megjelentek a kétnyelvű kiadások: latin és nemzeti nyelv.

### VI. Pál pápa
VI. Pál pápa a zsolozsmát az ortodox egyházak Horologiuma mintájára Imaórák liturgiájának nevezte át, a 150 zsoltár ciklusát 4 hétre osztatta el, a korábbi egy hét helyett, a hagyományos himnuszokat modernizálta. A Primát eltörölte, a Matutinumot lényegesen lerövidítve napközben bármikor elmondható imádsággá alakította, így csökkent a zsolozsmamondás ideje. Bár a zsolozsma (mint az egyházé is) nyelve a latin, de az új zsolozsmakiadások csaknem kizárólagosan nemzeti nyelvűek.

## A zsolozsma mint könyv
A középkorban az állandó részeket, beleértve a minden nap azonos zsoltárokat fejből mondták, könyv csak standardként volt szükséges. Külön könyv volt a hét napjai szerint változó éjszakai, hajnali és esti zsoltárok, antifónák számára, külön könyv az időszaki olvasmányok és responsoriumok számára, illetve külön könyvek szolgáltak a szentek zsolozsmáihoz megkülönböztetve a saját és közös részt.
Amikor a technika fejlődése lehetővé tette, hogy a zsolozsma könyvei minden pap és szerzetes számára elérhetőek legyenek, a fenti elosztást megtartották.
Praktikus okokból négy kötet volt: Hiemalis = téli, Verna = tavaszi, Aestiva = nyári, Autumnalis = őszi. Ismétlésekkel minden kötetben volt a minden nap azonos állandó rész = Ordinarium, a hét napjai szerint változó rész = Psalterium, az időszaki saját rész = Proprium de tempore, a szentek saját része = Proprium Sanctorum es a szentek közös része = Commune Sanctorum. Egyes kiadások az Ordináriumot beépítették a Psalteriumba és a Commune Sanctorumba.
A napi zsolozsmát ezekből a részekből kellett összeállítani. X. Piusz előtt ez egyszerűbb volt, mert vagy a Commune és a Proprium Sanctorum, vagy a Psaltérium és Proprium de tempore volt a forrás, később a legtöbb napi zsolozsmához valamennyi részből kellett venni valamit: a zsoltárokat a Psalteriumból, az első három éjszakai olvasmányt és a hétköznapi zsolozsmát a Proprium de temporéból, a szentek zsolozsmájának többi olvasmányát és egyéb részeit a Proprium és a Commune Sanctorumból.
1961 után a lényeges rövidítések eredményeképpen a négy kötetet három, illetve két kötetbe foglalták. A rövidítés olyan mértékű volt, hogy ez a kétnyelvűséget is lehetővé tette. Az 1970 utáni imaórák liturgiája általában egy kötetet tesznek ki, mert csak nemzeti nyelvűek.
A mai hivatalos az Imaórák Liturgiája általában nemzeti nyelvű és négy kötetes (Advent Karácsonyi idő, Nagyböjt Húsvéti idő, Évközi idő I.-XVII. hét, Évközi idő XVIII.-XXXIV. hét). 1991-ben adták ki a hivatalos magyar fordítást négy kötetben, de készült egy kötetes változat is (az Olvasmányos imaórák nélküli), hogy a hívek jobban bekapcsolódhassanak az imákba.

## A zsolozsmamondás ideje
Általánosan elfogadott nézet, hogy a Matutinum három nokturnusa azt tükrözi hogy a remeték az egyiptomi pusztában éjszaka háromszor fölkeltek a zsolozsmát mondani, és ennek megfelelően nappal is minden 3 órában mondtak egy hórát.
Szent Benedek regulája a Matutinomot éjjel 2 órára vagy a hajnal előtti két órára rendeli, hogy rövid szünet után a Laudest hajnali imaként mondhassák el. A Primát, majd a napközi imákat (Tertia, Sexta, Nona) és a Vecsernyét reggel hattól kezdve három órás időszakonként mondták, a Completoriumot pedig a nap befejezéseként este 8 óra körül. Egyes szerzetesrendek ezt a rendet a mai napig tartják.
Az egyházmegyei zsolozsmát a katedrálisokban általában reggel fél hétkor kezdték a Matutinummal és Laudes-szel, a 10 órai nagymise előtt mondták el a Primát és a Tertiát, a mise után a Sextát és a Nonát; délután négy óra után a Vecsernyét és a Completoriumot.
A káptalanon kívül a napi zsolozsmát bármikor el lehetett mondani a nap 24 órájában megengedve a Matutinum anticipálásat az előző nap délután 2 órájától kezdve. A zsolozsmamondás ma is kötelező a papok és szerzetesek számára, de kifejezetten ajánlják a világi híveknek is.